# Jovenel Moïse
Jovenel Moïse (Trou-du-Nord, 26 juni 1968 – Pétionville, 7 juli 2021) was van 2017 tot zijn dood de president van Haïti.

## Carrière
Moïse was sinds februari 2017 de president van Haïti, nadat hij in november 2016 de nationale verkiezingen won. In juni 2019 werden in heel Haïti protestdemonstraties gehouden tegen de corruptie onder het bewind van Moïse. Tienduizenden mensen gingen de straat op en bij ongeregeldheden kwamen twee betogers om. Het aftreden van Moïse werd geëist. De rooms-katholieke bisschoppen van het land stelden zich achter de demonstranten. In een brief schreven zij dat de corruptie in het land was uitgegroeid tot "georganiseerd bedrog". Zij vroegen de regering te luisteren naar het volk.

## Moord
In de nacht van 6 op 7 juli 2021 werd Moïse doodgeschoten toen niet-geïdentificeerde schutters zijn woning binnendrongen. Zijn vrouw werd opgenomen in het ziekenhuis vanwege verwondingen. In 2023 werd de Haïtiaans-Chileense zakenman Rodolphe Jaar in de Verenigde Staten veroordeeld tot levenslang voor zijn rol bij de dood van Moïse. Jaar 'hielp Colombiaanse huurlingen aan wapens voor de moord'.